# You'll Rebel to Anything
You'll Rebel to Anything è il terzo album in studio del gruppo musicale statunitense Mindless Self Indulgence, pubblicato nel 2005.
L'album è uscito in Europa nel 2007 in versione estesa e rimasterizzata.

## Tracce
Tutti i brani sono di James Euringer tranne dove indicato.
1. Shut Me Up – 2:48
2. 1989 – 1:57
3. Straight To Video – 3:44
4. Tom Sawyer (Geddy Lee, Neil Peart, Alex Lifeson, Pye Dubois) – 2:24
5. You'll Rebel to Anything (As Long as It's Not Challenging) – 2:32
6. What Do They Know? – 3:08
7. Stupid MF – 2:25
8. 2 Hookers and an Eightball – 2:17
9. Prom – 2:29
10. Bullshit – 2:40

Bonus track Versione Expanded & Remastered
1. Mic Commander (dirty version) – 2:05
2. La-Di Da-Di (Moses Davis, Ricky Walters) – 3:49
3. Make Me Cum (demo) – 2:50
4. Wack! (live recording from Webster Hall, NYC July 2005) – 2:34

## Formazione
- Little Jimmy Urine – programmazione, voce
- Steve, Righ? – chitarra, cori
- Lyn-Z – basso
- Kitty – batteria